# Charles Rackoff
Charles Weill Rackoff (Nova Iorque, 1948) é um informático e criptógrafo estadunidense.